# Viktors Dobrecovs
Viktors Dobrecovs (nascut el 9 de gener de 1977) és un exfutbolista letó que jugava com a davanter. Actualment, és entrenador del club FK Atlantas.

## Guardons
- Màxim golejador de la Virsliga (4):

- 1998, 1999, 2003, 2005